# Generale
Generale (auch Generäle) sind die Gruppe der meist höchsten Dienstgrade einer Streitkraft, darunter in vielen Streitkräften der namensgebende Dienstgrad General. Generale sind darüber hinaus die Träger dieser Dienstgrade. In vielen Streitkräften bilden die Generale eine Dienstgradgruppe, Ranggruppe oder Rangklasse. Die Gesamtheit aller Generale eines Staates bildet die Generalität.

## Begriffsbestimmung

### Etymologie
Der Begriff Generalität leitet sich von generalis (lateinisch für allgemein) ab und bezeichnete ursprünglich den Generalstab mit Befehlsgewalt über die gesamte Armee, im Gegensatz zur Spezialität (lateinisch specialis ‚besonders‘), jener Offiziere mit Befehlsgewalt über einzelne Regimenter und Kompanien.
Der Plural von „General“ ist gemäß Duden „Generale“ oder „Generäle“. Im Süden des deutschen Sprachraums, insbesondere auch im militärischen Sprachgebrauch des Bundesheeres, wird die umgelautete Pluralform „Generäle“ meist vorgezogen, wohingegen im gesamten deutschen Sprachraum die Form „Generale“ (kaum merklich) verbreiteter ist. Insbesondere im militärischen Sprachgebrauch der Bundeswehr ist meist „Generale“ der bevorzugte Plural, weil die die ranghöchsten Dienstgrade umfassende Dienstgradgruppe formell so bezeichnet wird.
Laut Duden bilden alle Generale (also alle Träger einer der Dienstgrade aus der Dienstgradgruppe der Generale) eines Staates die Generalität. Die Generalität umfasst folglich nie nur eine Teilmenge aller Generale. Da der Begriff „Generalität“ auf Personen und nicht auf die (auch teils nur theoretisch erreichbaren) Dienstgrade abstellt, umfasst die Generalität beispielsweise keine Dienstgrade, die zum Betrachtungszeitpunkt von keinem Offizier bekleidet werden. Die Generalität ist also nicht identisch mit der Dienstgradgruppe der Generale und meist auch nicht mit der Sammelbezeichnung „Generale“ für mehrere Träger einer der Dienstgrade dieser Dienstgradgruppe. In der Bundeswehr ist der Begriff „Generalität“ unüblich, seine Definition daher nur unscharf und der Gebrauch informell. Zum Teil werden die Bezeichnungen „Generale“ und „Generalität“ daher auch fälschlich austauschbar gebraucht. Da nicht in jeder Streitkraft wohldefiniert ist, wer zur Dienstgradgruppe der Generale zählt, ist auch die Größe der im Duden definierten Gruppe nicht eindeutig bestimmt. Abhängig davon, ob im betreffenden Kontext Admirale zu den Generalen und folglich zur Generalität gezählt werden, ist die Admiralität eine Teilmenge der Generalität oder eine gänzlich andere Gruppe.

### Definitionen
Im engeren Sinn umschließt die Dienstgradgruppe der Generale alle Dienstgrade, die den Wortbestandteil „General“ (Brigadegeneral, Generalstabsarzt, General, Generalapotheker usw.) aufweisen. Spricht man von „Generalen“, so sind je nach Kontext auch mehrere Träger einer dieser Dienstgrade gemeint. Zum Teil sind damit im engsten Sinn auch nur mehrere Soldaten im Dienstgrad General gemeint. Im Sinne der etwas weiter gefassten Definition der Bundeswehr umfasst die Dienstgradgruppe der Generale auch die informell als „Flaggoffiziere“ oder „Admirale“ bezeichnete Gruppe entsprechender Marineoffiziere wie Konteradmiral, Admiralarzt usw.
Diese weite Definition entspricht jedoch meist nicht dem zivilen Sprachgebrauch, nicht dem militärischen Sprachgebrauch jeder Epoche und Streitkraft und selbst nicht dem informellen Sprachgebrauch innerhalb der Bundeswehr. Die informelle Trennung in Generale und Admirale wird in der Bundeswehr auch dadurch gefördert, dass Gruß und Anrede für die Soldaten (nicht Sanitätsoffiziere) aus der Dienstgradgruppe der Generale unabhängig vom Dienstgrad je nach Uniformträgerbereich mit „Herr General“ oder „Herr Admiral“ erfolgt. Nimmt man die Formen von Gruß und Anrede in der Bundeswehr als Maßstab, bilden die Sanitätsoffiziere, die unabhängig vom Dienstgrad aber abhängig vom Uniformträgerbereich und Approbationsfach entweder mit Herr Generalarzt, Herr Generalapotheker bzw. Herr Admiralarzt angeredet werden, eine oder mehrere weitere informelle Untergruppen der Dienstgradgruppe der Generale. Auch bei den Sanitätsoffizieren ist daher im informellen Sprachgebrauch nicht immer klar, ob sie unter die Sammelbezeichnungen „Generale“ oder „Admirale“ fallen.
In historischen Streitkräften oder in Streitkräften, deren oberste Dienstgrade nur teilweise (vgl. Dienstgrade der Wehrmacht) oder nur temporär (vgl. Dienstgrade der Schweizer Armee) Dienstgradbezeichnungen mit dem Namensbestandteil „General“ aufweisen, ansonsten aber auch völlig anders bezeichnete Dienstgrade (beispielsweise Reichsmarschall, Divisionär usw.), die zudem ihre Ränge nicht formal in Dienstgradgruppen oder Rangklassen gliedern, ist die genaue Definition, welche Dienstgrade zu den Generalen zählen, mitunter noch unklarer. Mitunter ergibt sich die Zusammenfassung als Generale in diesen Fällen auch nur als Analogiebetrachtung zu Streitkräften, die vergleichbare Dienstgrade als „Generale“ bezeichnen oder zusammenfassen. In der Wehrmacht verstand man beispielsweise unter „Generalen“ mitunter alle Offiziere ab Generalmajor und Kommodore unabhängig davon, ob ihre Dienstgradbezeichnung den Bestandteil „General“ oder „Admiral“ aufwies; im engeren Sinne umfasste „Generale“ dagegen nur die Dienstgrade General der Infanterie, General der Kavallerie, General der Artillerie usw.

### Alternative Bezeichnungen
Alternativ werden neben den Begriffen „Generale“ oder „Generäle“ informell auch die Bezeichnungen „Generalsdienstgrade“ oder „Generalsränge“ verwendet. Vor und während des Zweiten Weltkriegs wurden Träger des Goldenen Parteiabzeichens der NSDAP, sowie Angehörige der Generalität wie in der Deutschen Demokratischen Republik informell wegen ihrer prächtigen Uniform und ihrem großspurigen Gehabe auch (wohl scherzhaft oder despektierlich) als „Goldfasane“ tituliert.

## Bundeswehr
Die Generale bilden die höchste Dienstgradgruppe für Soldaten in einer Laufbahn der Offiziere der Bundeswehr. Sie umfasst die Dienstgrade Brigadegeneral, Generalmajor, Generalleutnant und General (in aufsteigender Reihenfolge) und die entsprechenden Dienstgrade der Uniformträger der Marine und der Offiziere des Sanitätsdienstes. Die Dienstgrade für Marineuniformträger, also die „Gruppe der Admirale“, bilden keine eigene Dienstgradgruppe.

### Dienstgrade
Die Dienstgrade der Bundeswehr werden durch den Bundespräsidenten mit der Anordnung des Bundespräsidenten über die Dienstgradbezeichnungen und die Uniform der Soldaten auf Grundlage des Soldatengesetzes festgesetzt. Die Dienstgradgruppe der Generale umfasst gemäß der Zentralen Dienstvorschrift A-1420/24 „Dienstgrade und Dienstgradgruppen“ mehrere Offiziersdienstgrade der höchsten vier Rangstufen, die aber für Heeres-, Luftwaffen- und Marineuniformträger oder Sanitätsoffiziere unterschiedlich lauten können. Ranggleich sind unabhängig von Uniformträgerbereich, Laufbahn und konkreter Dienstgradbezeichnung jeweils die Dienstgrade mit demselben, unten in den Tabellen angegebenen, NATO-Rangcode.
Folgende Tabellen fassen alle zur Dienstgradgruppe der Generale zählenden Dienstgrade zusammen. Die zweite Tabelle umfasst die Dienstgrade für Sanitätsoffiziere, die erste für alle anderen Offiziere. Die jeweils linke Spalte der ersten Tabelle nennt die Dienstgrade für Heeres- und Luftwaffenuniformträger, die zweite die Dienstgrade für Marineuniformträger. Diese Gliederung wird in der zweiten Tabelle analog fortgeführt, wobei hier jeweils die nach Approbationsfach unterschiedlich lautenden Dienstgrade einer Rangstufe jeweils unter dem Dienstgradabzeichen für Humanmediziner für Marineuniformträger einerseits und Heeres- und Luftwaffenuniformträger andererseits zusammengefasst werden. Angegeben sind in den Tabellen jeweils auch der entsprechende NATO-Rangcode, die nach „ZDv 64/10 – Abkürzungen in der Bundeswehr“ definierten allgemeinen Abkürzungen sowie die Abkürzungen in Listen und die Besoldungsgruppe für Berufssoldaten und Soldaten auf Zeit nach Bundesbesoldungsordnung.
| Dienstgradgruppe                                            | Generale (außer Sanitätsoffiziere)                                                                                  | Generale (außer Sanitätsoffiziere)                                                                                                  | Generale (außer Sanitätsoffiziere)                                                                                    | Generale (außer Sanitätsoffiziere)                                                                                              | Generale (außer Sanitätsoffiziere)                                                                                   | Generale (außer Sanitätsoffiziere)                                                                                            | Generale (außer Sanitätsoffiziere)                                                                           | Generale (außer Sanitätsoffiziere)                                                                                        |
| ----------------------------------------------------------- | --- | --- | --- | --- | --- | --- | --- | --- |
| Schulterstück der Jacke des Dienstanzug bzw. Ärmelabzeichen | Dienstgradabzeichen eines Brigadegenerals auf dem Schulterstück der Jacke des Dienstanzuges für Heeresuniformträger | Dienstgradabzeichen eines Flottillenadmirals (Truppendienst) auf dem Unterärmel der Jacke des Dienstanzuges für Marineuniformträger | Dienstgradabzeichen eines Generalmajors auf dem Schulterstück der Jacke des Dienstanzuges für Luftwaffenuniformträger | Dienstgradabzeichen eines Konteradmirals (Truppendienst) auf dem Unterärmel der Jacke des Dienstanzuges für Marineuniformträger | Dienstgradabzeichen eines Generalleutnants auf dem Schulterstück der Jacke des Dienstanzuges für Heeresuniformträger | Dienstgradabzeichen eines Vizeadmirals (Truppendienst) auf dem Unterärmel der Jacke des Dienstanzuges für Marineuniformträger | Dienstgradabzeichen eines Generals auf dem Schulterstück der Jacke des Dienstanzuges für Heeresuniformträger | Dienstgradabzeichen eines Admirals (Truppendienst) auf dem Unterärmel der Jacke des Dienstanzuges für Marineuniformträger |
| Dienstgrad                                                  | Brigadegeneral | Flottillenadmiral | Generalmajor | Konteradmiral | Generalleutnant | Vizeadmiral | General | Admiral |
| Abkürzung                                                   | BrigGen/BG | FltlAdm/FADM | GenMaj/GM | KAdm/KADM | GenLt/GL | VAdm/VADM | Gen/GEN | Adm/ADM |
| NATO-Rangcode                                               | OF-6 | OF-6 | OF-7 | OF-7 | OF-8 | OF-8 | OF-9 | OF-9 |
| Besoldungsgruppe                                            | B6 | B6 | B7 | B7 | B9 | B9 | B10 oder B10Z                                                                                                | B10 oder B10Z |

| Sanitätsoffiziere | Sanitätsoffiziere | Sanitätsoffiziere | Sanitätsoffiziere | Sanitätsoffiziere | Sanitätsoffiziere | Sanitätsoffiziere |
| Dienstgradgruppe | Generale | Generale | Generale | Generale | Generale | Generale |
| --- | --- | --- | --- | --- | --- | --- |
| Schulterstück der Jacke des Dienstanzug bzw. Ärmelabzeichen* | Dienstgradabzeichen eines Generalarztes (Approbation für Humanmedizin) auf dem Schulterstück der Jacke des Dienstanzuges für Heeresuniformträger | Dienstgradabzeichen eines Admiralarztes (Approbation für Humanmedizin) auf dem Unterärmel der Jacke des Dienstanzuges für Marineuniformträger | Dienstgradabzeichen eines Generalstabsarztes (Approbation für Humanmedizin) auf dem Schulterstück der Jacke des Dienstanzuges für Luftwaffenuniformträger | Dienstgradabzeichen eines Admiralstabsarztes (Approbation für Humanmedizin) auf dem Unterärmel der Jacke des Dienstanzuges für Marineuniformträger | Dienstgradabzeichen eines Generaloberstabsarztes (Approbation für Humanmedizin) auf dem Schulterstück der Jacke des Dienstanzuges für Heeresuniformträger | Dienstgradabzeichen eines Admiraloberstabsarztes (Approbation für Humanmedizin) auf dem Unterärmel der Jacke des Dienstanzuges für Marineuniformträger |
| Dienstgrad | GeneralarztHZ GeneralapothekerP | AdmiralarztHZ | GeneralstabsarztHZ | AdmiralstabsarztHZ | GeneraloberstabsarztHZ | AdmiraloberstabsarztHZ |
| Abkürzung | GenArzt / GA GenAp / GAP | AdmArzt / ADMA | GenStArzt / GSA | AdmStArzt / ADMSA | GenOStArzt / GOSA | AdmOStArzt / ADMOSA |
| NATO-Rangcode | OF-6 | OF-6 | OF-7 | OF-7 | OF-8 | OF-8 |
| Besoldungsgruppe | B6 | B6 | B7 | B7 | B9 | B9 |
| H Bezeichnung für approbierte Humanmediziner Z Bezeichnung für approbierte Zahnmediziner P Bezeichnung für approbierte Pharmazeuten (i. e. Apotheker). Hinweis: Generalapotheker ist der höchste für Apotheker in Heeres- und Luftwaffenuniform vorgesehene Dienstgrad. Entsprechende Marineuniformträger können nur bis zum Flottenapotheker befördert werden. In der Praxis wird aber auch der Dienstgrad Generalapotheker nicht mehr erreicht, da auch der Inspizient Wehrpharmazie und damit gewöhnlich höchstrangige Apotheker seit 2013 nurmehr laut Stellenplan Oberst- oder Flottenapotheker ist. *Dargestellt ist stets das Dienstgradabzeichen für Humanmediziner. | | | | | | |

### Befehlsbefugnis und Dienststellungen
Soldaten der Dienstgradgruppe Generale können auf Grundlage des § 4 („Vorgesetztenverhältnis auf Grund des Dienstgrades“) der Vorgesetztenverordnung innerhalb der dort gesetzten Grenzen Soldaten der Dienstgradgruppe Mannschaften, Unteroffiziere ohne Portepee und Unteroffiziere mit Portepee, Leutnanten, Hauptleuten und Stabsoffizieren Befehle erteilen.
Generale dienen vorwiegend auf Stabsposten und in der Regel nicht in der „kämpfenden“ Truppe als militärische Führer. Typisch sind Verwendungen in (höheren) Kommandobehörden, in Ämtern, im Ministerium, in Lehreinrichtungen, im diplomatischen Dienst oder in Einrichtungen der NATO. Häufig sind sie Referats- oder Abteilungsleiter wichtiger Abteilungen bzw. Referate, Militärattachés besonders wichtiger Botschaften, Amtschef, Kommandeur oder Befehlshaber der aufgezählten Dienststellen. Handelt es sich um höhere Generale, sind deren Stellvertreter und der Chef des Stabes mitunter ebenfalls Generale. Im Sanitätsdienst werden die Bundeswehrkrankenhäuser durch Generale geführt. Generale stehen als Inspekteure an der Spitze ihrer Organisationsbereiche. Der Leiter der Fachdienste Geoinformationsdienst und Sanitätsdienst sind mit Generalen besetzt. Der Generalinspekteur führt die Bundeswehr. Einige wenige Generale, vorrangig Soldaten in den Laufbahnen des Truppendienstes, werden in der Truppe auch „klassisch“ als militärische Führer von Großverbänden eingesetzt. Typische Verwendungen im Heer sind beispielsweise Brigade- und Divisionskommandeur, Kommandierender General eines Korps. Auf allen Ebenen und auf allen Führungsgrundgebieten werden Generale fast jeder Dienststellung durch Stabsoffiziere (insbesondere Stabsoffiziere im Generalstabsdienst) unterstützt. Aufgrund dieser und ähnlicher Dienststellungen können Generale in den in der Vorgesetztenverordnung aufgezählten Fällen allen dienstlich oder fachlich unterstellten Soldaten Befehle erteilen. Brigade- und Divisionskommandeure, Kommandierende Generale, Schulkommandeure, Kommandeure der Ämter und Kommandobehörden usw. sind als Einheitsführer ebenso wie der Generalinspekteur der Bundeswehr Disziplinarvorgesetzte der ihnen truppendienstlich unterstellten Soldaten gemäß Wehrdisziplinarordnung.

### General der Waffengattung
Die Bezeichnungen „General der Infanterie“, „General der Fernmeldetruppe“, „General der Panzertruppen“, „General Spezialkräfte“, „General der Artillerie“, „General Flugsicherheit“ usw. sind in der Bundeswehr Dienststellungen, die für bestimmte Fachbereiche und/oder Truppengattungen besondere Verantwortung tragen. Trotz ihres Namens werden die Dienststellungen nicht zwingend mit einem Soldaten aus der Dienstgradgruppe der Generale besetzt (geschweige denn durch einen General). So ist etwa der „General der ABC-Abwehrtruppe“ „nur“ Oberst. Im Gegensatz dazu waren in früheren deutschen Streitkräften der General der Infanterie, General der Artillerie usw. häufig Dienstgrade.

### Ernennung und Besoldung
Gesetzliche Grundlagen für die Ernennung in einen Dienstgrad der Dienstgradgruppe setzt die Soldatenlaufbahnverordnung (SLV) und ergänzend die Zentrale Dienstvorschrift (ZDv) 20/7. Im Detail sind die Laufbahnen dort aber nur bis zum Dienstgrad Oberst reglementiert. Die Ernennung in einen Dienstgrad der Dienstgradgruppe der Generale ist dagegen im Wesentlichen eine vom Dienstherr aufgrund der Eignung und Leistung des Soldaten zu treffende Entscheidung, die kaum weiteren Voraussetzungen unterliegt. In der Praxis werden üblicherweise nur Berufsoffiziere bei der Beförderung berücksichtigt. Nach der Soldatenlaufbahnverordnung gilt sinngemäß, dass die Dienstgrade in der Anordnung des Bundespräsidenten beschriebenen Reihenfolge regelmäßig durchlaufen werden sollten und eine Mindestdienstzeit im vorangehenden Dienstgrad von mindestens einem Jahr die Regel sein sollte; in der Praxis dienten Soldaten vor einer Beförderung in einen Dienstgrad der Dienstgradgruppe der Generale zuvor mehrere Jahre im unmittelbar rangniedrigeren Dienstgrad. Vor Beförderung in die Dienstgradgruppe der Generale ist keine besondere Prüfung abzulegen; in der Praxis haben die meisten Soldaten der Dienstgradgruppe jedoch den Lehrgang Generalstabs-/Admiralstabsdienst an der Führungsakademie der Bundeswehr absolviert.
Generale werden nach der Bundesbesoldungsordnung (BBesO) mit B 6, 7, 9, 10 oder 10Z besoldet; nur der Generalinspekteur der Bundeswehr erhält die Amtszulage.

### Uniform

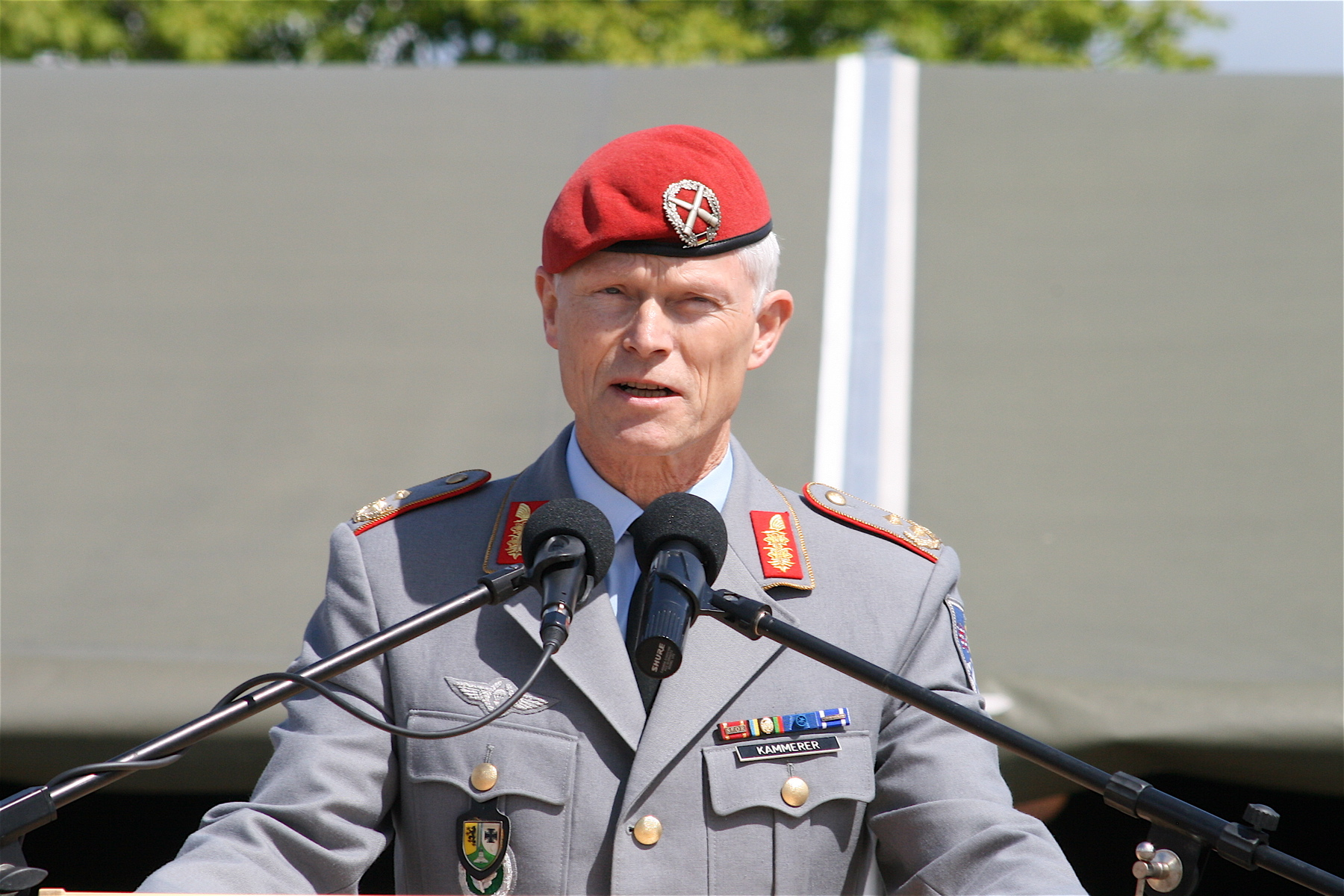
Generalmajor Kammerer mit den charakteristischen Effekten eines Generals des Heeres: Larisch-Stickerei, hochrote Unterlage der Schulterstücke, goldene Paspelierung für Kragen und Schulterstück, goldfarbene Knöpfe, goldfarbene Dienstgradabzeichen

Kragenspiegel für Generale

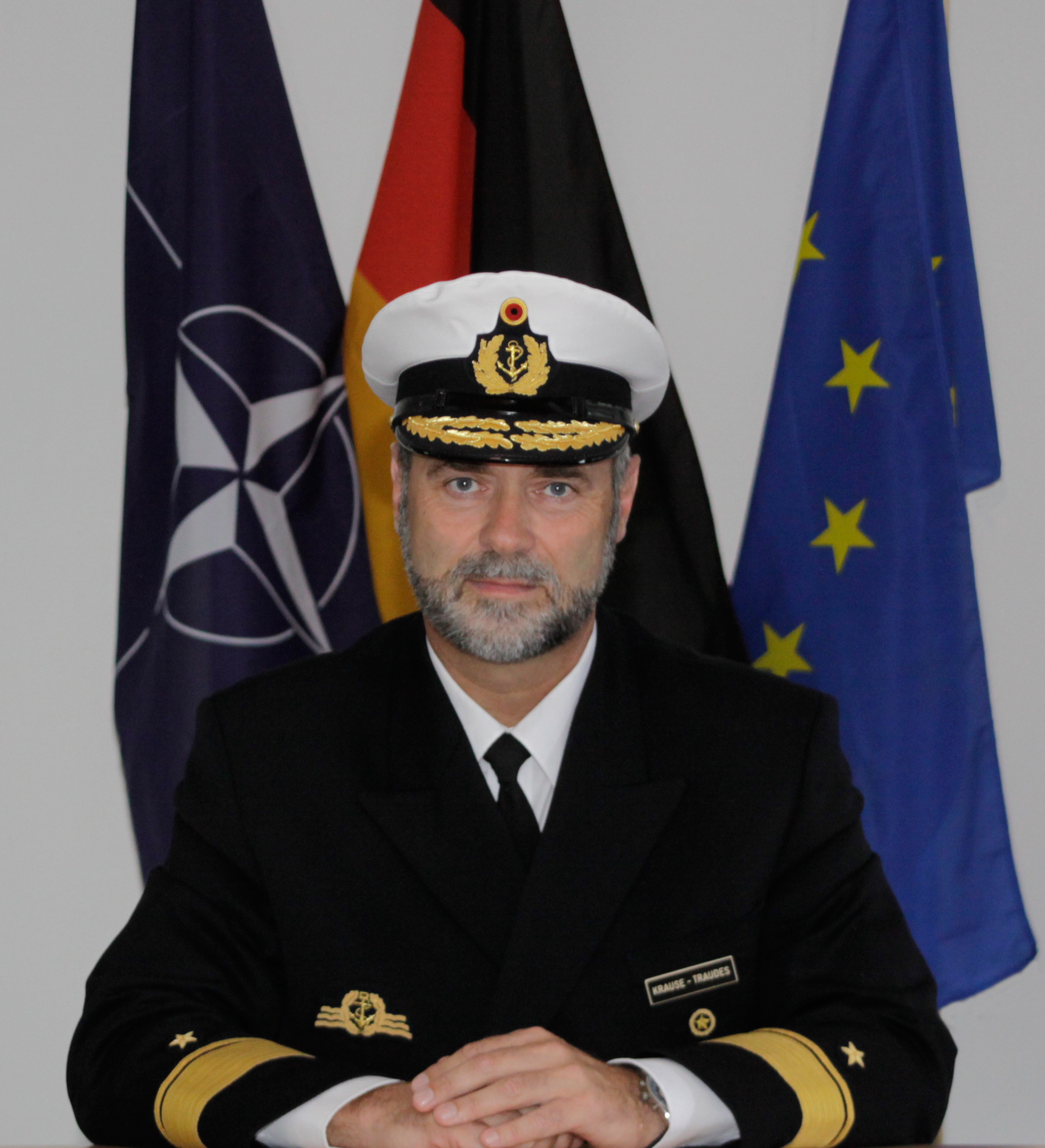
Flottillenadmiral Markus Krause-Traudes

#### Dienstgradabzeichen
Die Dienstgradabzeichen der Generale in Heeres- oder Luftwaffenuniform zeigen goldenes Eichenlaub und ein bis vier goldene Sterne als Schulterabzeichen; Marineuniformträger der Dienstgradgruppe zeigen ein bis vier Ärmelstreifen auf beiden Unterärmeln. Der unterste Streifen ist handbreit. Darüber folgen eine schmale Tresse (nur beim Flottillenadmiral und entsprechenden Sanitätsoffizieren) und bei den höherrangigen Admiralen ein, zwei oder drei mittelbreite Tressen. Sanitätsoffiziere sind an zusätzlichen Laufbahnabzeichen in vier verschiedenen Varianten in Form verschieden gewundener Schlangen, teils in Verbindung mit dem Äskulapstab, zu erkennen. Die verschiedenen Varianten zeigen das Approbationsfach und ermöglichen die Anrede mit der korrekten Dienstgradbezeichnung.

#### Kopfbedeckung
Der Mützenschirm der Generale zeigt eine für Heeres- und Luftwaffenuniformträger 1,4 cm breite bzw. für Marineuniformträger 1,7 cm breite, doppelte, gegeneinander gerichtete, am Schirmrand verlaufende, goldfarbene, aus Metallgespinst handgestickte Eichenlaubranke.

#### Weitere Effekten
Die Kragenspiegel der Heeres- und Luftwaffenuniformträger der Dienstgradgruppe weisen besonders auffällige Goldstickereien auf. Die Unterlagen der Schulterstücke – bei Heeresuniformträgern entsprechend auch die Flachlitzen – sind hochrot.

### Anrede
Die Anrede der Generale erfolgt gewöhnlicherweise nicht mit ihrem Dienstgrad. Soldaten der Dienstgradgruppe der Generale (außer Sanitätsoffiziere und Marineuniformträger) sind gemäß Zentralrichtlinie A2-2630/0-0-3 „Militärische Formen und Feiern der Bundeswehr“ (ehemals ZDv 10/8) stets mit „Herr General“ anzureden. Ärzte in Heeres- oder Luftwaffenuniform der Dienstgradgruppe der Generale sollen gemäß Zentralrichtlinie A2-2630/0-0-3 mit „Herr Generalarzt“ angeredet werden. Die Anrede der entsprechenden Sanitätsoffiziere mit der Approbationsrichtung Pharmazie ist in der Praxis üblicherweise „Herr Generalapotheker“. Analog zu Heeresuniformträgern werden alle Marineuniformträger (außer Sanitätsoffiziere) aus der Dienstgradgruppe der Generale gemäß der Zentralrichtlinie mit „Herr Admiral“ angeredet. Entsprechende Sanitätsoffiziere der Fachrichtung Zahn- und Humanmedizin nach Zentralrichtlinie A2-2630/0-0-3 mit „Herr Admiralarzt“.

### Geschichte
Der Dienstgrad Brigadegeneral wurde bei der Gründung der Bundeswehr nach dem Vorbild anderer NATO-Streitkräfte eingeführt, sodass die anderen Generalsdienstgrade eine Stufe nach oben rutschten. Der Dienstgradbezeichnung Generaloberst wurde aus der Wehrmacht nicht übernommen, so dass es weiterhin bei grundsätzlich vier Dienstgradstufen innerhalb der Dienstgradgruppe blieb. Eine fünfte, dem Generalfeldmarschall entsprechende Stufe, wie er in einigen Streitkräften vor allem in Kriegszeiten vergeben wird, ist in der Bundeswehr auch im Verteidigungsfall nicht vorgesehen.
Als erste Frau in der deutschen Militärgeschichte wurde Verena von Weymarn 1994 zum Generalarzt ernannt. Damit war erstmals eine Frau in die Dienstgradgruppe der Generale befördert worden. Ihr folgte 2006 Erika Franke. Sie ist zugleich der erste Bundeswehrgeneral aus den „neuen Ländern“ und seit Oktober 2013 auch der erste weibliche „Zweisternegeneral“ der Bundeswehr. Generaloberstabsarzt Nicole Schilling wurde 2024 erster weiblicher „Dreisternegeneral“ der Bundeswehr.

### Äquivalente Dienstgradgruppen
Die Dienstgrade der Dienstgradgruppe der Generale sind mit dem NATO-Rangcode OF-6 bis OF-9 eingestuft. Gemessen daran sind beispielsweise die Officiers généraux (deutsch: „Allgemeine“ Offiziere) der Streitkräfte Frankreichs oder die „Höheren Stabsoffiziere“ zzgl. dem „Oberbefehlshaber der Armee“ der Schweizer Armee mit der deutschen Dienstgradgruppe vergleichbar.

## Bundesheer der Zweiten Republik
Im Bundesheer der Zweiten Republik erfolgte am 1. Juli 1980 eine Neuordnung der Ränge:
1. General
2. Korpskommandant
3. Divisionär
4. Brigadier

Österreich hat Ende 2002 seine Generalsstruktur erneut verändert und dem europäischen/NATO-System angepasst. Der Korpskommandant wurde zum Generalleutnant und der Divisionär zum Generalmajor. Im Bundesheer bilden heute folgende Ränge die Generalität:
1. General
2. Generalleutnant
3. Generalmajor
4. Brigadier

Bis zu seiner Pensionierung am 30. November 2007 war General Roland Ertl als Chef des Generalstabes in Österreich der ranghöchste Offizier. Vom 31. Januar 2008 bis zu seiner (rechtswidrigen, wie sich herausstellte) Abberufung am 24. Januar 2011 und wieder nach seiner neuerlichen Einsetzung am 7. November 2011 hatte wiederum General Edmund Entacher diese Funktion inne. Seit dessen Pensionierung im Mai 2013 war Othmar Commenda ranghöchster Offizier Österreichs. Seit dem 24. Juli 2018 ist Robert Brieger Chef des Generalstabes des österreichischen Bundesheeres.
Mit 1. April 2014 wurde Andrea Leitgeb zum Brigadier befördert, sie ist daher die erste Frau mit einem Generalsdienstgrad. Sie ist Kommandantin der Sanitätsschule.

## Schweizer Armee
In der Schweizer Armee wird nur bei Kriegsmobilmachung ein General als „Oberbefehlshaber der Armee“ eingesetzt. Er wird von der Bundesversammlung gewählt und ist dem Bundesrat unterstellt. Im Frieden führt der Chef der Armee im Grad eines Korpskommandanten die Schweizer Armee. Rangniedriger sind der Divisionär und der Brigadier. In der Schweizer Armee werden mit Ausnahme des Generals alle aufgezählten Grade in der Dienstgradgruppe „Höhere Stabsoffiziere“ zusammengefasst. In Analogie zum Sprachgebrauch der Bundeswehr werden diese Grade (meist den General einschließend) aber informell und aus wortsemantischer Sicht unpassend zuweilen auch als „Generäle“ oder als „Generalität“ zusammengefasst. Daher werden diese höheren Stabsoffiziere und der Oberbefehlshaber aufgrund ihrer Stellung und Gradabzeichen auch als „Ein-Stern-General“, „Zwei-Sterne-General“, „Drei-Sterne-General“ und „Vier-Sterne-General“ bezeichnet.

## Streitkräfte früherer Staaten

### Deutschland

#### Nationale Volksarmee
Die Dienstgrade vom Generalmajor bis zum Marschall der DDR bildeten die Generalität der Nationalen Volksarmee. Sie wurden daher auch als General zusammengefasst. Die Admirale der Nationalen Volksarmee wurden offiziell nicht in dieser Gruppe inkludiert und bildeten vielmehr die Admiralität der Nationalen Volksarmee.
In der Nationalen Volksarmee wurden die Dienstgrade nach Vorbild der Wehrmacht und der Roten Armee gestaltet. Letztere hatte 1940 in Anlehnung an die Dienstgrade der russischen Streitkräfte bis 1917 Generalsränge eingeführt, welche, wie die der Wehrmacht, an die der Preußischen Armee angelehnt waren. Nicht übernommen wurden die in der Wehrmacht üblichen Dienstgrade Reichsmarschall, Generalfeldmarschall, General der Infanterie, General der Kavallerie usw. Neu war hingegen der Armeegeneral als höchste Dienstgrade im Frieden und der mit Beschluss des Staatsrates vom 25. März 1982 geschaffene aber nie vergebene Dienstgrad „Marschall der DDR“ als höchster Dienstgrad im Kriegsfall. Einzige Armeegenerale waren zunächst die Minister für Nationale Verteidigung, später auch der Minister für Staatssicherheit und der Minister des Inneren und Chef der Deutschen Volkspolizei. Rangniedriger als der Marschall der DDR und Armeegeneral waren in der Nationalen Volksarmee, im Ministerium für Staatssicherheit und in der Volkspolizei die auch in der Zivilverteidigung der DDR vergebenen Dienstgrade Generaloberst, Generalleutnant und Generalmajor.

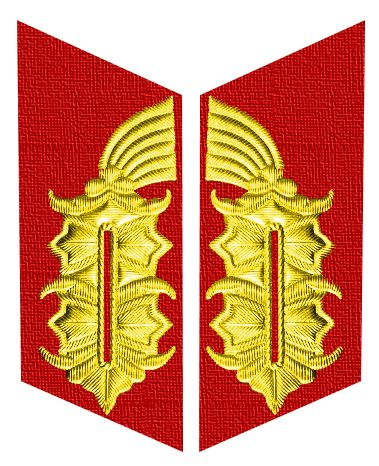
Kragenspiegel der Generale der Nationalen Volksarmee
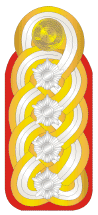
Dienstgradabzeichen Armeegeneral

#### Wehrmacht
Die Dienstgrade der Generale der Wehrmacht standen in direkter Tradition der Dienstgrade der Reichswehr und der Streitkräfte des Kaiserreichs, die maßgeblich durch die Tradition der Preußischen Armee beeinflusst waren. Erst ab 1940 wurde der Dienstgrad Reichsmarschall vergeben. Auslöser war, dass der in der Wehrmacht zuvor nur zweimal und in der Reichswehr keinmal verliehene Dienstgrad Generalfeldmarschall nun gleich mehreren Offizieren als besondere Auszeichnung zuteilwurde.

##### Heer

Generalmajor
Generalleutnant
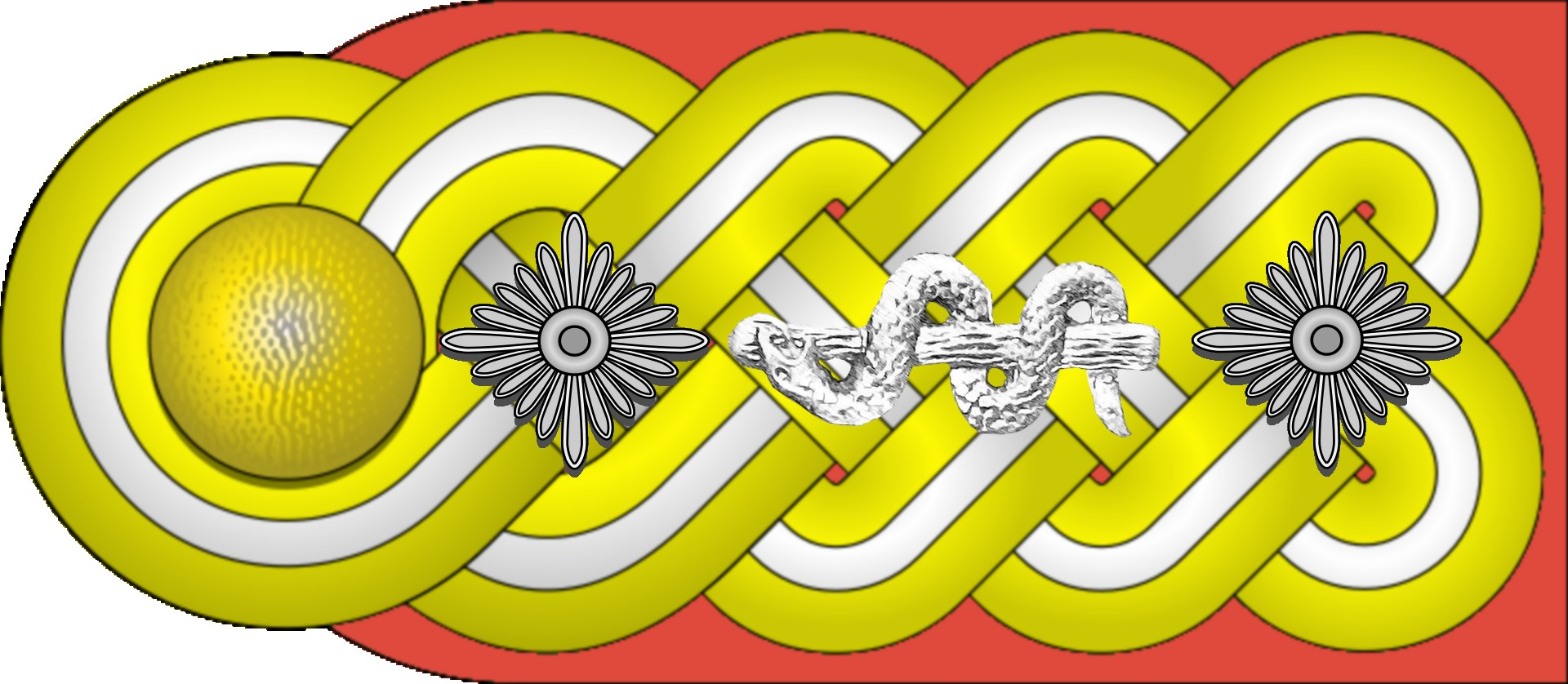
Generaloberstabsarzt
General der Kavallerie, General der Infanterie usw.
Generaloberst
Generalfeldmarschall

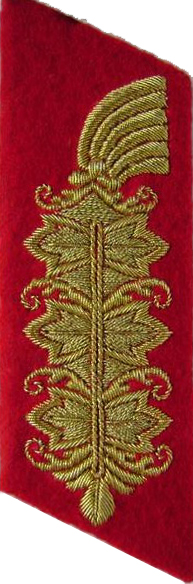
Kragenspiegel Generalfeldmarschall

##### Luftwaffe
|                | Generalmajor | Generalleutnant | General der Flieger, General der Fallschirmtruppe usw. | Generaloberst | Generalfeldmarschall | Reichsmarschall |
| Schulterstücke |              |                 |                                                        |               |                      |                 |
| Kragenspiegel  |              |                 |                                                        |               |                      |                 |

#### Ordnungspolizei
Die Generalsränge der Ordnungspolizei (die so auch für die „Unterorganisationen“ Feuerschutzpolizei und Schutzpolizei galten) entsprachen im Wesentlichen denen der Wehrmacht; es wurde der Zusatz „der Polizei“ geführt.

#### Waffen-SS
Für die Waffen-SS wurden die Ränge der Schutzstaffel ab Brigadeführer mit einem militärischen Dienstgrad und dem Zusatz „der Waffen-SS“ kombiniert. Folgende Ränge umfasste die Gruppe der Generale:
- SS-Brigadeführer und Generalmajor der Waffen-SS
- SS-Gruppenführer und Generalleutnant der Waffen-SS
- SS-Obergruppenführer und General der Waffen-SS
- SS-Oberst-Gruppenführer und Generaloberst der Waffen-SS

Rangabzeichen SS-Oberst-Gruppenführer und Generaloberst der Waffen-SS
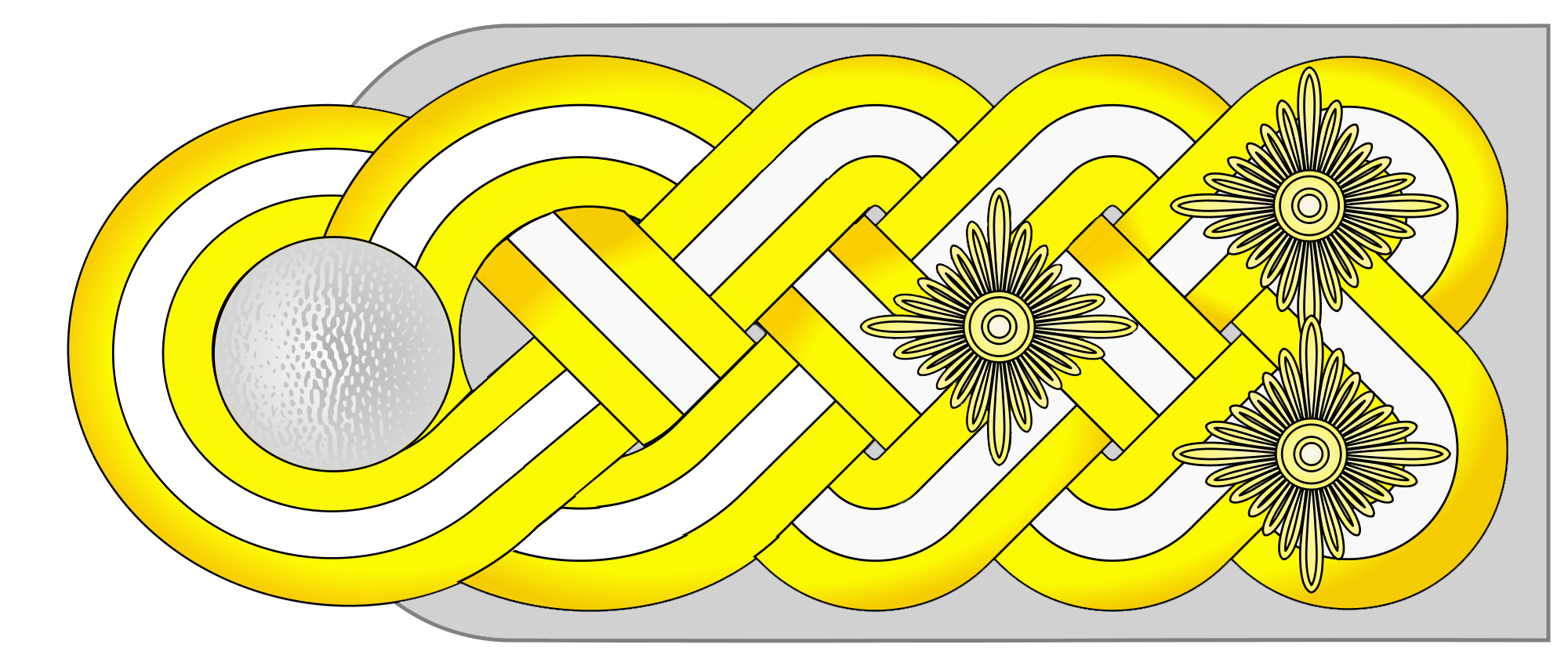
Schulterstück
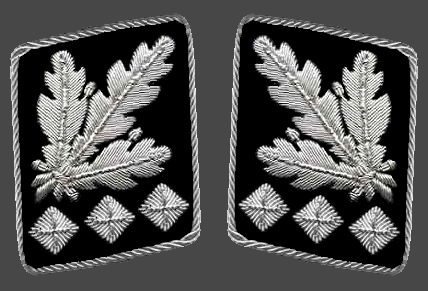
Kragenspiegel (1942–1945)
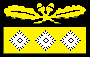
Ärmelabzeichen Tarnanzug

### Österreich und Österreich-Ungarn

#### Volkswehr und Bundesheer der Ersten Republik
In der kurzlebigen „Volkswehr“ der Ersten Republik war der Oberbefehlshaber der noch in der Monarchie zum Feldmarschallleutnant beförderte Adolf von Boog. Die übrigen Befehlshaber erhielten den Titel „Oberstbrigadier“. Im ersten Bundesheer gab es zunächst nur die Titel „General“ und „Generalmajor“. Später wurde bei den Generälen die Differenzierung „… der Infanterie“ und „… der Artillerie“ vorgenommen. Seit 1933 gab es dann auch wieder den „Feldmarschallleutnant“.

#### Gemeinsame Armee
In der Gemeinsamen Armee Österreich-Ungarns gab es bis zum Ende des Ersten Weltkrieges folgende Generalsränge:
- Generalmajor (ein Stern als Teil der Dienstgradabzeichen)
- Feldmarschallleutnant: (zwei Sterne).
- Drei Sterne:
  - Feldzeugmeister: Bis 1908 erfolgte die Beförderung zum Feldzeugmeister in der Regel für Generäle, die aus der Infanterie oder der Artillerie hervorgegangenen waren. Danach erreichten diesen Rang nur noch Artilleriegeneräle.
  - General der Kavallerie: Die Beförderung zum General der Kavallerie erfolgte für Generäle, die aus der Kavallerie hervorgegangenen waren.
  - General der Infanterie: Ab dem Jahre 1908 wurden Infanteriegeneräle zum General der Infanterie befördert.
- Generaloberst: seit 1915 (drei Sterne und Kranz)
- Feldmarschall

Dienstgradabzeichen der Generalität
Generalmajor
General der Infanterie
Generaloberst

### Heiliges Römisches Reich
In den Heeresaufgeboten des Heiligen Römischen Reiches gab es folgende Ränge für die Reichsgeneralität (in absteigender Folge):
- Zwei Reichsgeneralfeldmarschalle: seit 1664 Oberbefehlshaber der Reichsarmee
- Zwei Reichgeneralfeldzeugmeister und zwei Reichsgenerale der Kavallerie: Oberbefehlshaber von Infanterie und Artillerie bzw. Kavallerie
- Vier Reichsgeneralfeldmarschallleutnante
- Vier Reichsgeneralwachtmeister

Jede Stelle wurde paritätisch aus dem Corpus Catholicorum und dem Corpus Evangelicorum besetzt. 
Auch einige Reichskreise statteten ihre Kreistruppen mit einer eigenen Kreisgeneralität mit entsprechenden Dienstgraden (Kreisgeneralfeldmarschall etc.) aus. Daneben war in einigen Territorien des Heiligen Römischen Reiches (Schwäbischer Reichskreis, Oberrheinischer Reichskreis, Fränkischer Reichskreis) der Dienstgrad Generalwagenmeister gebräuchlich.
Parallel dazu verfügte jedes Reichsfürstentum mit stehendem Heer (armierter Reichsstand) über eine eigene Generalität. In der Kaiserlichen Armee der Habsburgermonarchie bestanden beispielsweise folgende Ränge:
- Generalleutnant: oberster Heereschef
- Generalfeldmarschall: Kommandeur einer Armee oder eines größeren Heeresverbands
- Feldzeugmeister (General der Infanterie und Artillerie), General der Kavallerie
- Feldmarschallleutnant
- Generalfeldwachtmeister

Im Dreißigjährigen Krieg erhielt der kaiserliche Generalleutnant Wallenstein mit weitgehenden Vollmachten über das Heerwesen den Titel Generalissimus.
Im 17. Jahrhundert entstand beispielsweise in der kurbrandenburgischen Armee der General der Infanterie und 1743 der General der Artillerie. Ab ca. 1770 löste die Dienstgradbezeichnung Generalmajor die Bezeichnung Generalfeldwachtmeister ab. In der Preußischen Armee wurde der Generalfeldmarschall als höchster Dienstgrad neu ausgeplant.